# Taijitu

La versione più comune del taijitu.

Il taijitu (太極圖T, 太极图S, tàijítúP, T'ai Chi T'uW) è un famoso simbolo della cultura cinese e in particolare della religione taoista e della filosofia confuciana. Rappresenta il concetto di yin e yang e l'unione dei due principi in opposizione. Il termine stesso taijitu, si riferisce a tutti gli schemi e i diagrammi che rappresentano questi due principi. A differenza di come è percepito dal punto di vista occidentale ed in accordo col significato di taiji, ovvero "trave maestra", grande importanza è data al centro del simbolo, che solitamente non è evidenziato, e cioè nel punto in cui gli opposti si uniscono.
Wu Jianquan, un famoso maestro di arti marziali cinesi, descrisse in questo modo il nome della pratica marziale taijiquan all'inizio del XX secolo: